# Prix Vinti
Le prix Calogero-Vinti est une distinction mathématique décernée par l'Union mathématique italienne à un mathématicien italien de moins de 40 ans, en reconnaissance de ses contributions dans le domaine de l'analyse. Le prix est créé à la mémoire du mathématicien italien Calogero Vinti (it) (1926–1997) et il est attribué à l'occasion de la conférence de l'Union mathématique italienne, tous les quatre ans.
Parmi les autres prix de l'Union mathématique italienne figurent notamment le prix Caccioppoli, le prix Bartolozzi et la médaille Stampacchia.

## Lauréats
Les lauréats du prix sont :
- 1998 : Riccardo De Arcangelis
- 2002 : Susanna Terracini
- 2006 : Stefano Bianchini
- 2010 : Massimiliano Berti
- 2015 : Ulisse Stefanelli[3]
- 2019 : Filippo Santambrogio[4]